# 골든 (콜로라도주)

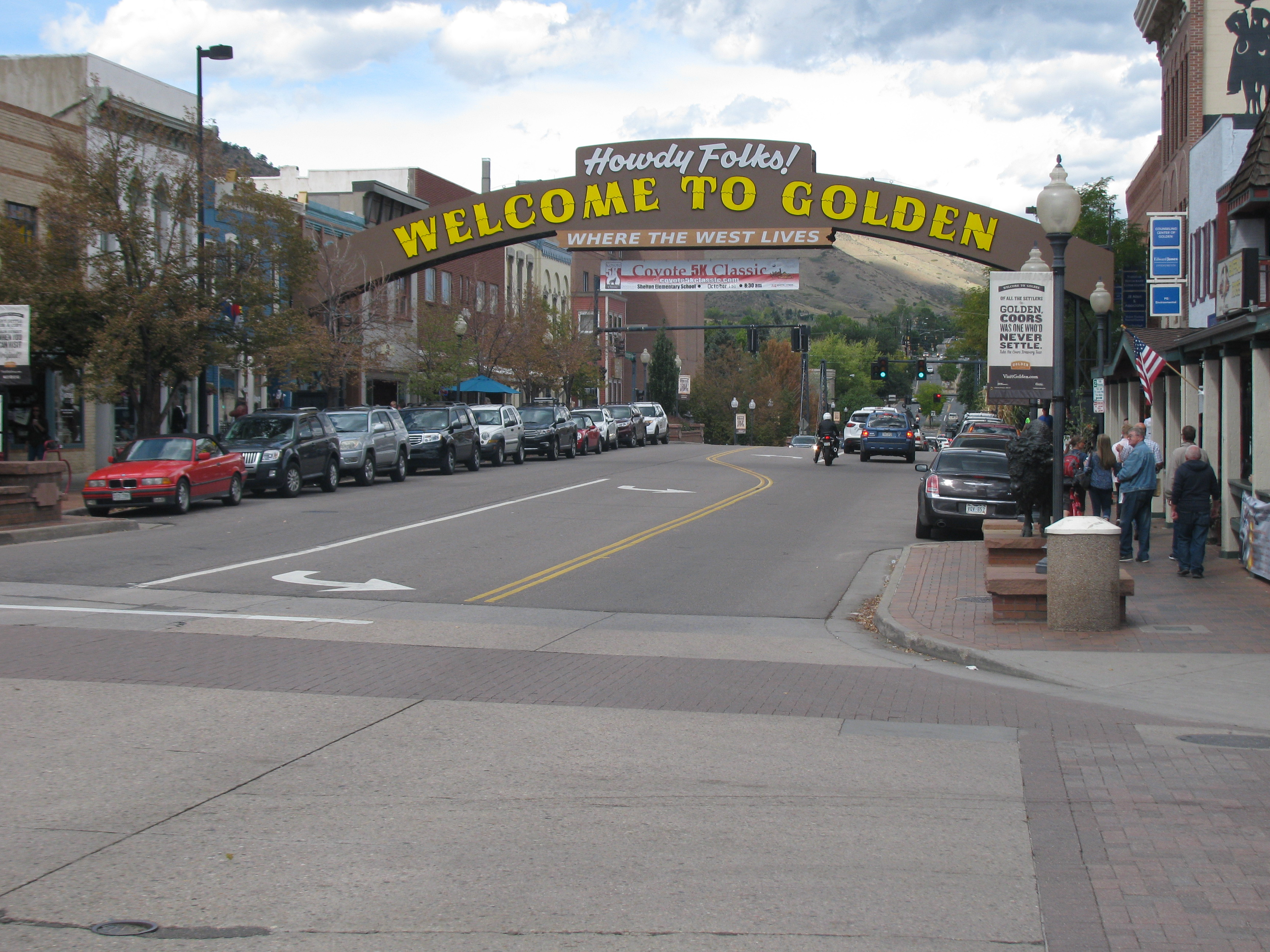
다운타운 골든

골든(Golden)은 미국 콜로라도주 제퍼슨군의 군청 소재지이다. 1859년 6월 16일 파익스 픽스 골드 러시 기간 중 설립된 채광소의 원래 명칭이 골든시티(Golden City)였으며 이는 토머스 L. 골든을 기리기 위하여 지어진 이름이다. 2010년 인구 조사에 따르면 이 도시의 인구 수는 18,867명이다.

## 인구
| 인구조사              | 인구   | Note  | %±     |
| --------------------- | ------ | ----- | ------ |
| 1860년                | 1,014  |       | —      |
| 1870년                | 587    |       | −42.1% |
| 1880년                | 2,730  |       | 365.1% |
| 1890년                | 2,383  |       | −12.7% |
| 1900년                | 2,152  |       | −9.7%  |
| 1910년                | 2,477  |       | 15.1%  |
| 1920년                | 2,135  |       | −13.8% |
| 1930년                | 2,426  |       | 13.6%  |
| 1940년                | 3,175  |       | 30.9%  |
| 1950년                | 5,238  |       | 65.0%  |
| 1960년                | 7,118  |       | 35.9%  |
| 1970년                | 9,817  |       | 37.9%  |
| 1980년                | 12,237 |       | 24.7%  |
| 1990년                | 13,116 |       | 7.2%   |
| 2000년                | 17,159 |       | 30.8%  |
| 2010년                | 18,867 |       | 10.0%  |
| 2019 (추산)           | 20,767 | [ 2 ] | 10.1%  |
| U.S. Decennial Census |        |       |        |